# فهرست نسل‌کشی‌ها بر پایه آمار تلفات
فهرست نسل‌کشی‌ها بر پایه آمار تلفات شامل برآوردهای مرگ‌های مستقیم یا غیرمستقیم ناشی از نسل‌کشی است. این فهرست شامل دیگر کشتارهای جمعی که ممکن می‌باشد توسط برخی از پژوهشگران نسل‌کشی نامیده شوند، نیست همانند قتل‌عام‌ها، جنایت‌های علیه بشریت، پاکسازی‌های سیاسی، طبقه‌کشی یا جنایات جنگی به عنوان مثال جنگ سی‌ساله (۷٫۵ میلیون مرگ)، جنایات جنگی ژاپن (۳ تا ۱۴ میلیون مرگ)، وحشت سرخ در شوروی (۱۰۰٫۰۰۰ تا ۱٫۳ میلیون مرگ)، جنایت‌ها در دولت آزاد کنگو (۱ تا ۱۵ میلیون مرگ)، پاکسازی بزرگ در شوروی (۰٫۶ تا ۱٫۷۵ میلیون مرگ) یا یک گام بزرگ به جلو و قحطی پس از آن در چین (۱۵ تا ۵۵ میلیون مرگ). قحطی ایجاد شده توسط انگلیس در ایران (۳ تا ۹ میلیون).

## تعریف
کنوانسیون نسل‌کشی سازمان ملل متحد، نسل‌کشی را چنین تعریف می‌کند: «اعمالی که با هدف تخریب کامل یا جزئی یک گروه ملی، قومی، نژادی یا مذهبی انجام شده باشد»

## فهرست نسل‌کشی‌ها
به ترتیب از بیشترین به کمترین برآورد ذکر شده‌اند:
| رخداد                                              | مکان                                                                        | از             | تا           | کمترین برآورد    | بیشترین برآورد | نسبتی از گروه که کشته شدند |
| -------------------------------------------------- | --------------------------------------------------------------------------- | -------------- | ------------ | ---------------- | -------------- | --- |
| هولوکاست                                           | اروپای تحت اشغال آلمان نازی                                                 | ۱۹۴۱           | ۱۹۴۵         | ۴۰۰              | ۵۰۰            | 0.01 درصد یهودیان اروپا یهودیان اروپا. |
| نسل‌کشی لهستانی‌ها                                   | اروپای تحت اشغال آلمان نازی                                                 | ۱۹۳۹           | ۱۹۴۵         | ۱٬۸۰۰٬۰۰۰        | ۳٬۰۰۰٬۰۰۰      | ۶٪ تا ۱۰٪ از کل جمعیت غیریهودی لهستان. 90 یهودی لهستانی دیگر نیز در جریان هولوکاست در لهستان کشته شدند. |
| نسل‌کشی کامبوج                                      | کمپوچیای دمکراتیک                                                           |                |              |                  |                | |
| نسل‌کشی کامبوج                                      | کمپوچیای دمکراتیک                                                           | ۱۹۷۵           | ۱۹۷۹         | ۱٬۳۸۶٬۷۳۴        | ۳٬۰۰۰٬۰۰۰      | ۱۵–۳۳٪ از جمعیت کامبوج کشته شدند شامل: ۹۹٪ از ویتنامی‌های کامبوج ۵۰٪ از چینی‌ها و چام‌های کامبوج ۴۰٪ از لائوها و تای‌های کامبوج ۲۵٪ از خمرهای شهری ۱۶٪ از خمرهای روستایی |
| نسل‌کشی ارمنی‌ها                                     | امپراتوری عثمانی · (مناطق ترکیه، سوریه و عراق امروزی)                       | ۱۹۱۵           | ۱۹۲۲         | ۷۰۰٬۰۰۰          | ۱٬۸۰۰٬۰۰۰      | حداقل ۵۰٪ از مردم ارمنی ساکن ترکیه کشته شدند |
| نسل‌کشی رواندا                                      | رواندا                                                                      | ۱۹۹۴           | ۱۹۹۴         | ۴۹۱٬۰۰۰          | ۸۰۰٬۰۰۰        | ۶۰–۷۰٪ از توتسی‌های رواندا کشته شدند ۷٪ از جمعیت کل رواندا کشته شدند |
| نسل‌کشی یونانیان شامل نسل‌کشی پونتی‌ها                | امپراتوری عثمانی · (مناطق ترکیه امروزی)                                     | ۱۹۱۴           | ۱۹۲۲         | ۳۰۰٬۰۰۰          | ۷۰۰٬۰۰۰        | حداقل ۲۵٪ از یونانی‌های آناتولی (ترکیه) کشته شدند. |
| نسل‌کشی جونغارها                                    | دودمان چینگ (جونغارستان)                                                    | ۱۷۵۵           | ۱۷۵۸         | ۴۸۰٬۰۰۰          | ۶۰۰٬۰۰۰        | ۸۰٪ از ۶۰۰٬۰۰۰ جونغار اویرات کشته شدند |
| نسل‌کشی چرکس‌ها                                      | چرکسیه، قفقاز                                                               | ۱۸۶۴           | ۱۸۶۷         | ۴۰۰٬۰۰۰          | ۱٬۵۰۰٬۰۰۰ .    | ۹۰٪ تا ۹۷٪ از کل جمعیت چرکس‌ها توسط نیروهای روسی از کشته یا تبعید شدند. |
| نسل‌کشی بنگالی‌ها                                    | پاکستان شرقی (مناطق بنگلادش امروزی)                                         | ۱۹۷۱           | ۱۹۷۱         | ۳۰۰٬۰۰۰          | ۳٬۰۰۰٬۰۰۰      | ۲٪ تا ۴٪ از جمعیت پاکستان شرقی |
| نسل‌کشی آشوری‌ها                                     | امپراتوری عثمانی (مناطق ترکیه، سوریه و عراق امروزی)                         | ۱۹۱۵           | ۱۹۲۳         | ۲۰۰٬۰۰۰          | ۷۵۰٬۰۰۰        | &10000000000000075000000 |
| نسل‌کشی هزاره‌ها                                     | هزاره‌جات (افغانستان)                                                        | ۱۸۹۳           | ۱۹۰۰         | ۵۰۰٬۰۰۰          | ۶۰۰٬۰۰۰        | ۶۷٪ از مردم هزاره |
|                                                    |                                                                             |                |              |                  |                | |
| نسل‌کشی‌های کرواسی شامل نسل‌کشی صرب‌ها                 | دولت مستقل کرواسی (مناطق کرواسی، بوسنی و هرزگوین و صربستان امروزی)          | ۱۹۴۱           | ۱۹۴۵         | ۲۰۰٬۰۰۰          | ۵۰۰٬۰۰۰        | ۱۳٪ تا ۲۱٪ از صرب‌هایردولت مستقل کرواسی کشته شدند. |
| کشتارهای هوتوها در جریان جنگ نخست کنگو             | زئیر                                                                        | ۱۹۹۶           | ۱۹۹۷         | ۲۰۰٬۰۰۰          | ۲۳۲٬۰۰۰        | |
| نسل‌کشی کولی‌ها                                      | اروپای تحت اشغال آلمان نازی                                                 | ۱۹۳۵           | ۱۹۴۵         | ۱۳۰٬۰۰۰          | ۵۰۰٬۰۰۰        | ۲۵٪ از کولی‌های اروپا کشته شدند |
| عملیات لهستانی‌های کمیساریای خلق (نسل‌کشی لهستانی‌ها) | اتحاد جماهیر شوروی سوسیالیستی                                               | ۱۹۳۷           | ۱۹۳۸         | ۱۱۱٬۰۹۱          | ۲۵۰٬۰۰۰        | ۲۲٪ از لهستانی‌های شوروی کشته شدند (۱۴۰٬۰۰۰ نفر) |
| نسل‌کشی چچن‌ها و اینگوش‌ها                            | اتحاد جماهیر شوروی سوسیالیستی (قفقاز شمالی)                                 | ۱۹۴۴           | ۱۹۴۸         | ۱۰۰٬۰۰۰          | ۴۰۰٬۰۰۰        | ۲۳٫۵٪ تا حدود ۵۰٪ از کل جمعیت چچن‌ها کشته شدند |
| نسل‌کشی آکولی‌ها و لانگوها به دست عیدی امین          | اوگاندا                                                                     | ۱۹۷۲           | ۱۹۷۸         | ۱۰۰٬۰۰۰          | ۳۰۰٬۰۰۰        | |
| نسل‌کشی دارفور                                      | دارفور، سودان                                                               | ۲۰۰۳           | تاکنون       | ۹۸٬۰۰۰           | ۵۰۰٬۰۰۰        | |
| نسل‌کشی تیمور شرقی                                  | تیمور شرقی، اندونزی                                                         | ۱۹۷۵           | ۱۹۹۹         | ۸۵٬۳۲۰           | ۱۹۶٬۷۲۰        | ۱۳٪ تا ۴۴٪ از جمعیت کل تیمور شرقی کشته شدند |
| ایکیزا                                             | بوروندی                                                                     | ۱۹۷۲           | ۱۹۷۲         | ۸۰٬۰۰۰           | ۳۰۰٬۰۰۰        | ۱۰٪ تا ۱۵٪ از جمعیت هوتوهای بوروندی کشته شدند |
| نسل‌کشی بامبوتی                                     | کیوو شمالی، جمهوری دموکراتیک کنگو                                           | ۲۰۰۲           | ۲۰۰۳         | ۶۰٬۰۰۰           | ۷۰٬۰۰۰         | ۴۰٪ از پیگمه‌های شرق کنگو کشته شدند |
| نسل‌کشی اسحاق‌ها                                     | سومالی                                                                      | ۱۹۸۸           | ۱۹۹۱         | ۵۰٬۰۰۰           | ۲۰۰٬۰۰۰        | &10000000000000004000000 |
| عملیات انفال                                       | عراق                                                                        | ۱۹۸۶           | ۱۹۸۹         | ۵۰٬۰۰۰           | ۱۸۲٬۰۰۰        | |
| 'نسل‌کشی بوسنیایی‌ها و کروات‌ها                       | یوگسلاوی اشغالی (مناطق کرواسی، صربستان، بوسنی و هرزگوین و مونته‌نگرو امروزی) | ۱۹۴۱           | ۱۹۴۵         | ۴۷٬۰۰۰           | ۶۵٬۰۰۰         | |
| نسل‌کشی تامیل (به‌ویژه در ۲۰۰۹)                      | تامیل ایلام، سری‌لانکا                                                       | ۱۹۵۶           | ۲۰۰۹         | ۴۰٬۰۰۰           | ۱۴۰٬۰۰۰+       | میان ۱۰٪ و ۳۵٪ از تامیل‌های سری‌لانکایی ساکن تامیل ایلام تحت کنترل ببرهای تامیل. |
| کوچ اجباری تاتارهای کریمه                          | اتحاد جماهیر شوروی سوسیالیستی ( جمهوری کریمه)                               | ۱۹۴۴           | ۱۹۴۸         | ۳۴٬۰۰۰           | ۱۹۵٬۴۷۱        | کوچ اجباری و تبعیدهای پس از آن جمعیت تاتارهای کریمه را میان ۱۸٪ تا ۴۶٪ کاهش داد. |
| نسل‌کشی در آفریقای جنوب باختری آلمان                | آفریقای جنوب باختری آلمان                                                   | ۱۹۰۴           | ۱۹۰۸         | ۳۴٬۰۰۰           | ۱۱۰٬۰۰۰        | ۶۰٪ (۲۴٬۰۰۰ از ۴۰٬۰۰۰) تا ۸۱٫۲۵٪ (۶۵٬۰۰۰ از ۸۰٬۰۰۰) از کل هرروها و ۵۰٪ از ناماعا کشته شدند. |
| نسل‌کشی گواتمالا                                    | گواتمالا                                                                    | ۱۹۶۲           | ۱۹۹۶         | ۳۲٬۶۳۲           | ۱۶۶٬۰۰۰        | ۴۰٪ از مایاهای (۲۴٬۰۰۰ نفر) گواتمالا کشته شدند |
| نسل‌کشی کالیفرنیا                                   | کالیفرنیا، ایالات متحده آمریکا                                              | ۱۸۴۶           | ۱۸۷۳         | ۹٬۴۹۲–۱۶٬۰۹۴     | ۱۲۰٬۰۰۰        | ۸۰٪ از جمعیت سرخ‌پوست‌ها کشته شدند |
| نسل‌کشی بومیان کوئینزلند                            | کوئینزلند، استرالیا                                                         | ۱۸۴۰           | ۱۸۹۷         | ۱۰٬۰۰۰           | ۶۵٬۱۸۰         | ۳٫۳٪ تا بیش از ۵۰٪ جمعیت بومیان کشته شدند (۱۰٬۰۰۰ تا ۶۵٬۱۸۰ از ۱۲۵٬۶۰۰ کشته شدند) |
| نسل‌کشی روهینگیا                                    | میانمار                                                                     | ۲۰۱۷           | تاکنون       | ۹٬۰۰۰–۱۳٬۷۰۰     | ۴۳٬۰۰۰         | پیش از۲۰۱۵ بحران مهاجران روهینگیا و سرکوب نظامی در سال ۲۰۱۶ و ۲۰۱۷, جمعیت روهینگیایی‌های میانماار میان ۱٫۰ تا ۱٫۳ میلیون بود. از سال ۲۰۱۵، بیش از ۹۰۰٬۰۰۰ مهاجر روهینگیایی به بنگلادش، دیگر کشورهای همسایه و کشورهای بزرگ اسلامی گریختند. بیش از ۱۰۰٬۰۰۰ روهینگیایی در میانمار در کمپ‌های مهاجران هستند. |
| نسل‌کشی بوسنی                                       | بوسنی و هرزگوین                                                             | ۱۹۹۲           | ۱۹۹۵         | کمی بیش از ۸٬۰۰۰ | ۳۱٬۱۰۷–۳۹٬۱۹۹  | بیش از ۳٪ جمعیت بوسنیایی‌های بوسنی و هرزگوین در دوران جنگ بوسنی کشته شدند. |
| کشتار ۱۸۰۴ هائیتی                                  | هائیتی                                                                      | ۱۸۰۴           | ۱۸۰۴         | ۳٬۰۰۰            | ۵٬۰۰۰          | |
| نسل‌کشی سلکنام                                      | شیلی، تیرا دل فوئگو                                                         | اواخر سده ۱۹   | اوایل سده ۲۰ | ۲٬۵۰۰            | ۴٬۰۰۰          | ۸۴٪ نسل‌کشی شمار آن‌ها را به ۵۰۰ تا ۳٬۰۰۰ نفر کاهش داد. |
| نسل‌کشی ایزدی‌ها                                     | منطقه تحت کنترا داعش در شمال عراق و سوریه                                   | ۲۰۱۴           | ۲۰۱۹         | ۲٬۱۰۰–۴٬۴۰۰      | ۱۰٬۰۰۰         | |
| نسل‌کشی موریوری                                     | جزایر چاتام، نیوزیلند                                                       | ۱۸۳۵           | ۱۸۶۳         | ۱٬۹۰۰            | ۱٬۹۰۰          | ۹۵٪ از جمعیت موریوری توسط تاراناکیایی ریشه‌کن شدند. کشته‌شدگان خورده و بازماندگان برده شدند.زبان موریوری امروزه منقرض شده‌است. |
| کودک‌ربایی در حمله روسیه به اوکراین                 | مناطق تحت اشغال روسیه در اوکراین                                            | ۲۰۲۲           | اکنون        | ۴۹۴              | ۴۹۴            | |
| جنگ سیاه (نسل‌کشی بومیان تاسمانی)                   | سرزمین وان دایمن، استرالیا                                                  | میانه دهه ۱۸۲۰ | ۱۸۳۲         | ۴۰۰              | ۱٬۰۰۰          | |